# Os parietale bipartitum
Az os parietale bipartitum a falcsonton (os parietale) kialakuló önálló, de rendellenes csont (os) mely szintén egy rendellenes nyílirányú varrattal van leválasztva. (pontos kép nem áll rendelkezésre) Kialakulásának valószínűsége kevesebb mint 1%.